# ANGAR MOTORS
Компания ANGAR Motors была основана 21ноября 2010года в Армении.Компания долгое время экспортирует и импортирует двигатели и коробки передач для легковых и грузовых автомобилей в страны СНГ ОАЭ и ЕВРОПЫ . 
В тоже время данная организация обслуживает и продаёт свой товар на территории Армении и СНГ. Основатель компании является Джамалян Айк Арменович: